# Väsby församling
Väsby församling är en församling i Bjäre-Kulla kontrakt i Lunds stift. Församlingen ligger i Höganäs kommun i Skåne län och ingår i Kulla pastorat.

## Administrativ historik
Församlingen har medeltida ursprung. I slutet av 1500-talet utbröts Vikens församling. Den 23 november 1852 beslutades om utbrytning av Höganäs bruksförsamling vilket genomfördes 1854.
Församlingen har sedan slutet av 1500-talet till 2014 varit moderförsamling i pastoratet Väsby och Viken. Från 2014 ingår församlingen i Kulla pastorat.

## Organister och klockare
| Verksam   | Namn                 | Levnadstid | Övrigt   |
| --------- | -------------------- | ---------- | -------- |
| 1728–1749 | Erik Salling         |            | Klockare |
| 1742–1749 | Bostedt              |            | Organist |
| 1960–     | John Harald Ericsson | 1914–      | [ 10 ]   |

## Kyrkor
- Väsby kyrka
- Lerbergets kyrka